# Воробьёв, Кирилл Витальевич
Кирилл Витальевич Воробьёв (род. 11 февраля 1995, Демихово, Московская область) — российский хоккеист, защитник. Мастер спорта России (2025).

## Биография
Играл в школах «Витязь» Подольск (2004—2005), московских «Пингвинах» (2005—2006), «Руси» (2007—2010), ЦСКА (2010—2011).
В сезонах 2011/12 — 2012/13 выступал в низших североамериканских лигах за команды «Су-Сити Маскетирс» (USHL), «Нью-Мексико Мустангс» (NAHL), «Портленд Уинтерхокс» (WHL). Вернувшись в Россию, стал играть за команду МХЛ «Красная армия». В феврале 2015 года дебютировал в КХЛ, проведя четыре матча за ЦСКА. С сезона 2015/16 также стал выступать за чеховскую «Звезду» в ВХЛ. После начала сезона 2016/17 перешёл в нижегородское «Торпедо». Сыграл 35 матчей, в конце года вернулся в ЦСКА и сразу был обменян в «Сибирь». В мае 2018 года вновь вернулся в ЦСКА, но два сезона провёл в ХК «Сочи». Перед сезоном 2020/21 снова оказался в ЦСКА, был переведён в «Звезду». Провёл 12 матчей и был выведен из состава. Перешёл в «Нефтехимик», самостоятельно выкупив свой контракт. В сезоне 2022/23 был капитаном команды. 4 мая 2023 года подписал двухлетний контракт с «Автомобилистом».